# Cuisine hongroise

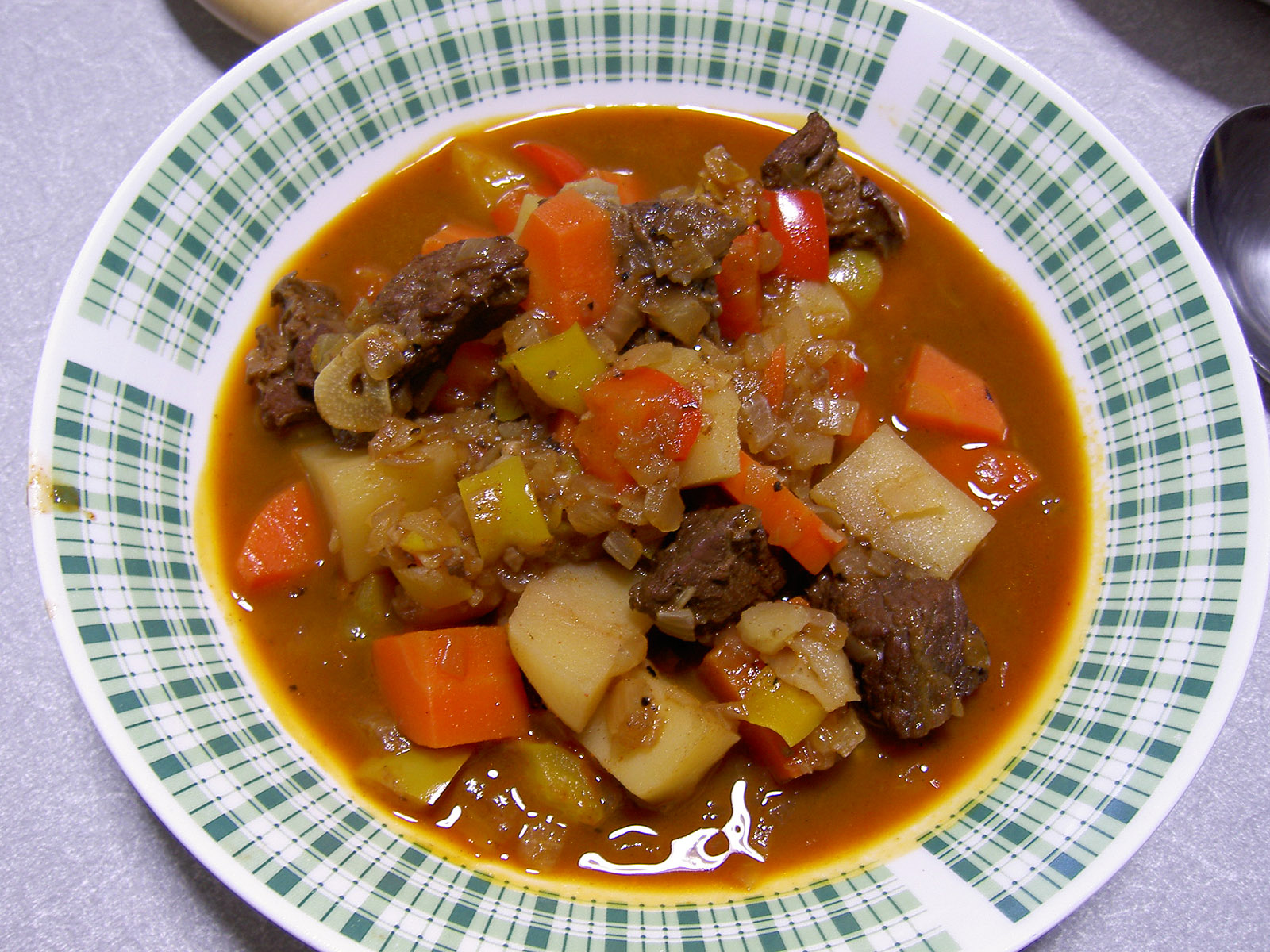
Le goulash, la goulache ou la soupe de goulash est à l'origine une soupe hongroise (gulyásleves).

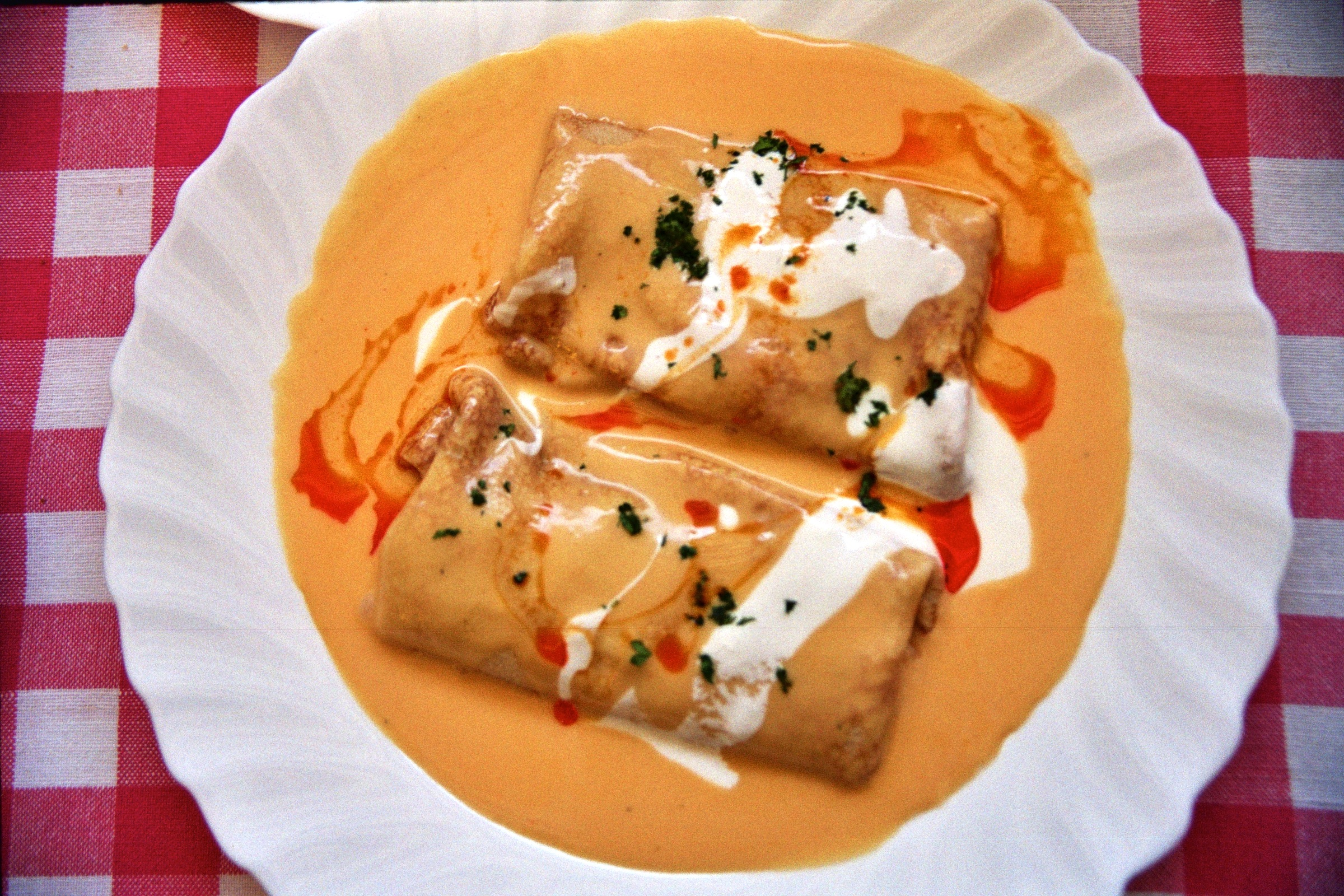
Crêpes de Hortobagy (Hortobágyi palacsinta), des crêpes garnies de viande hachée, refermées puis cuites au four avec une sauce au paprika et du tejföl (crème aigre), parsemées ensuite de persil frais.

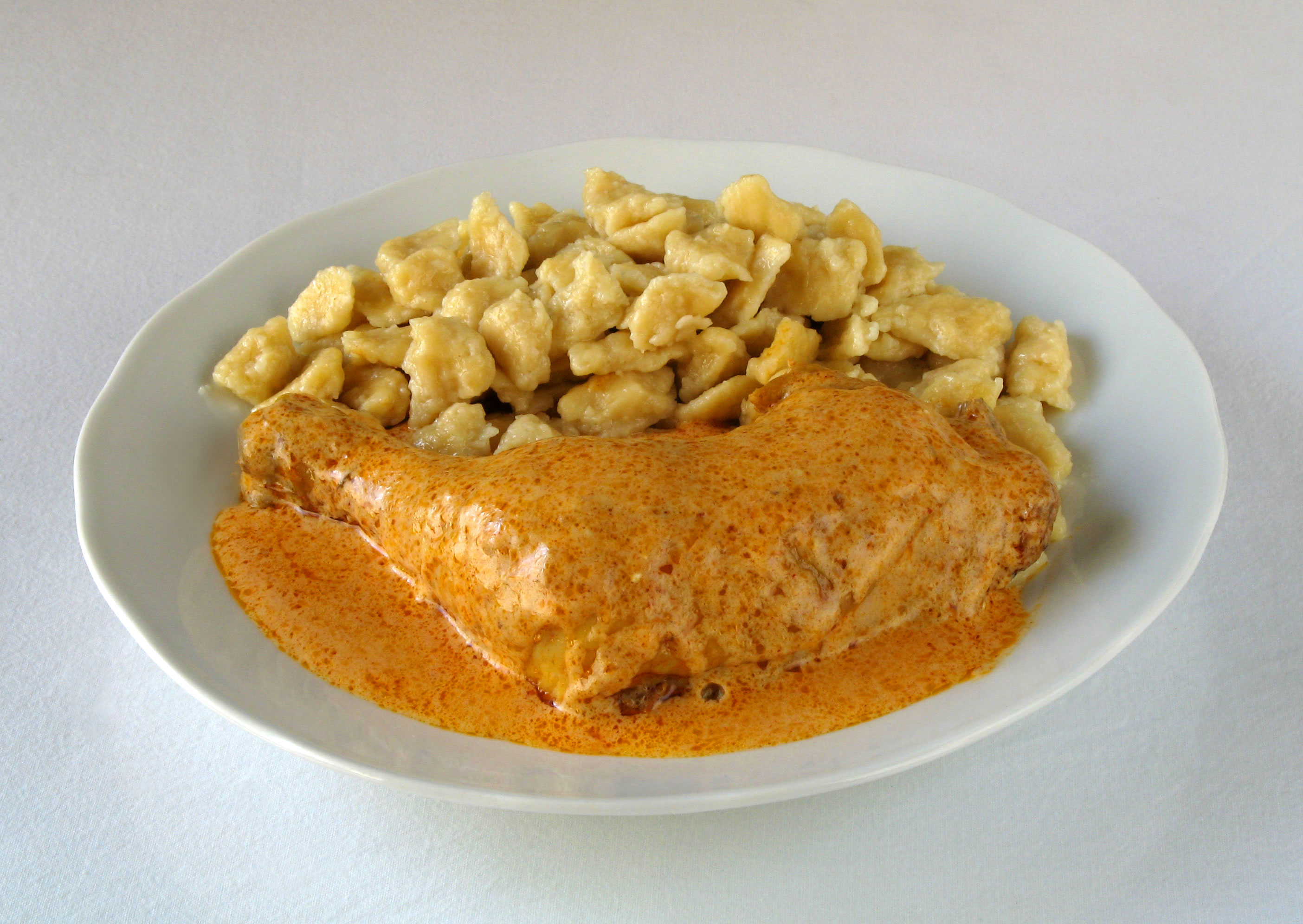
Poulet au paprika, paprikás

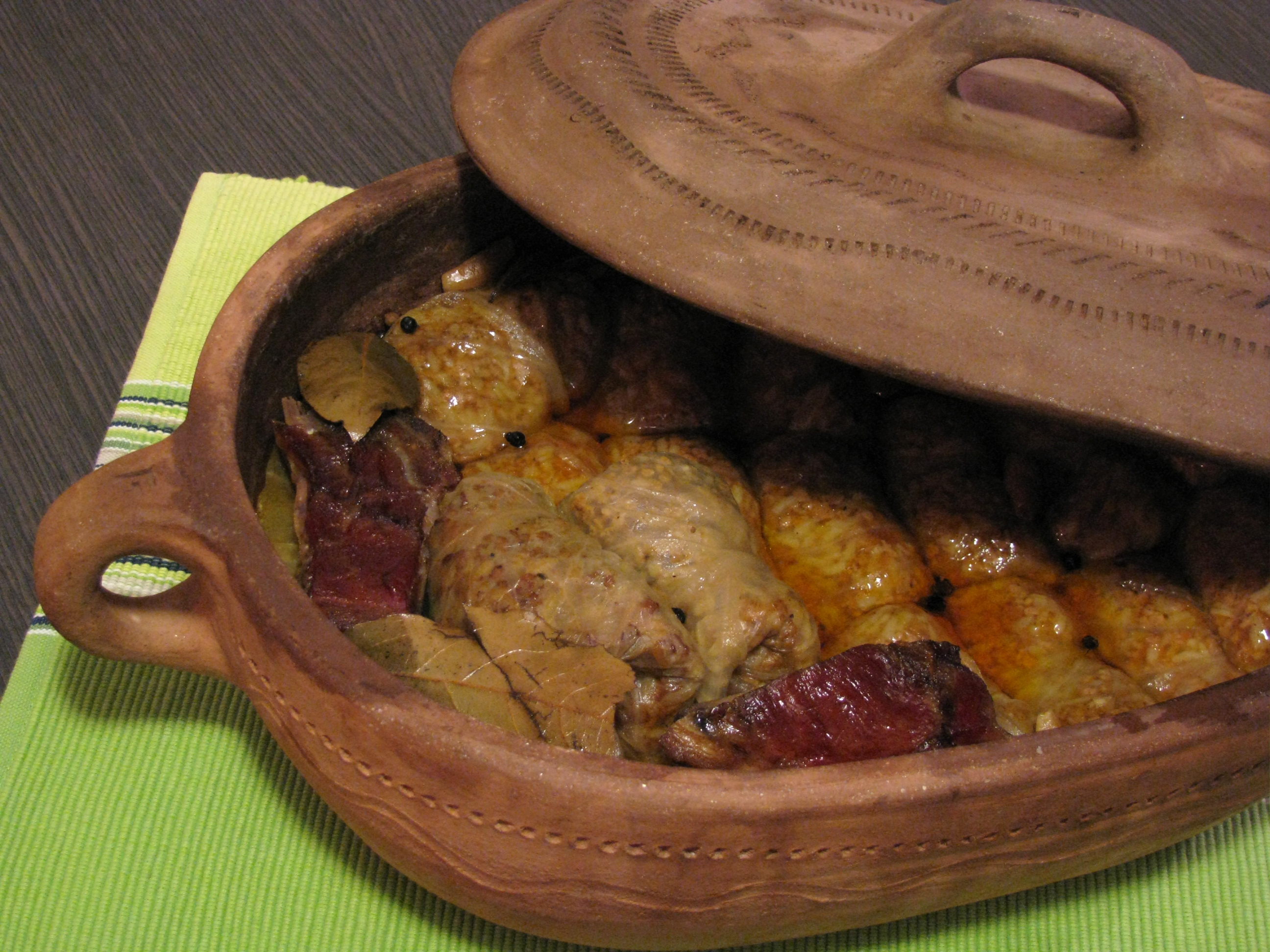
Chou farci (töltött káposzta).

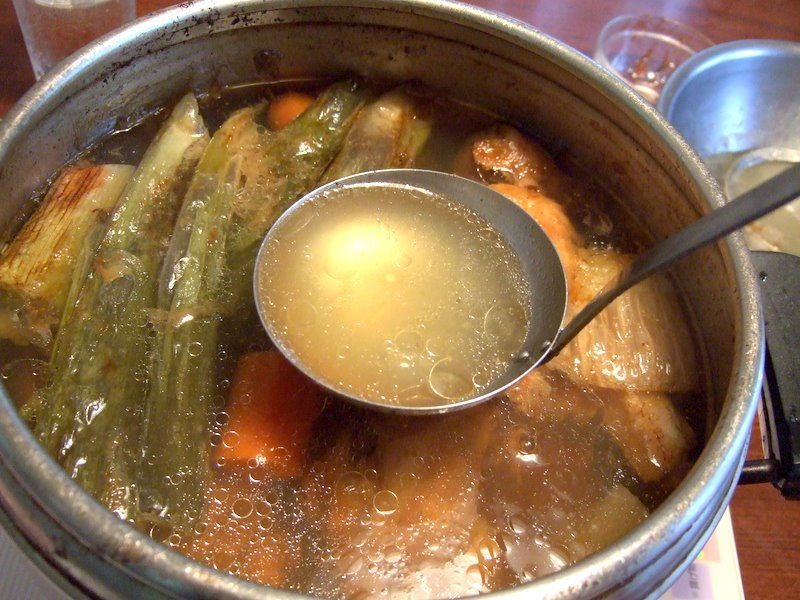
Soupe.

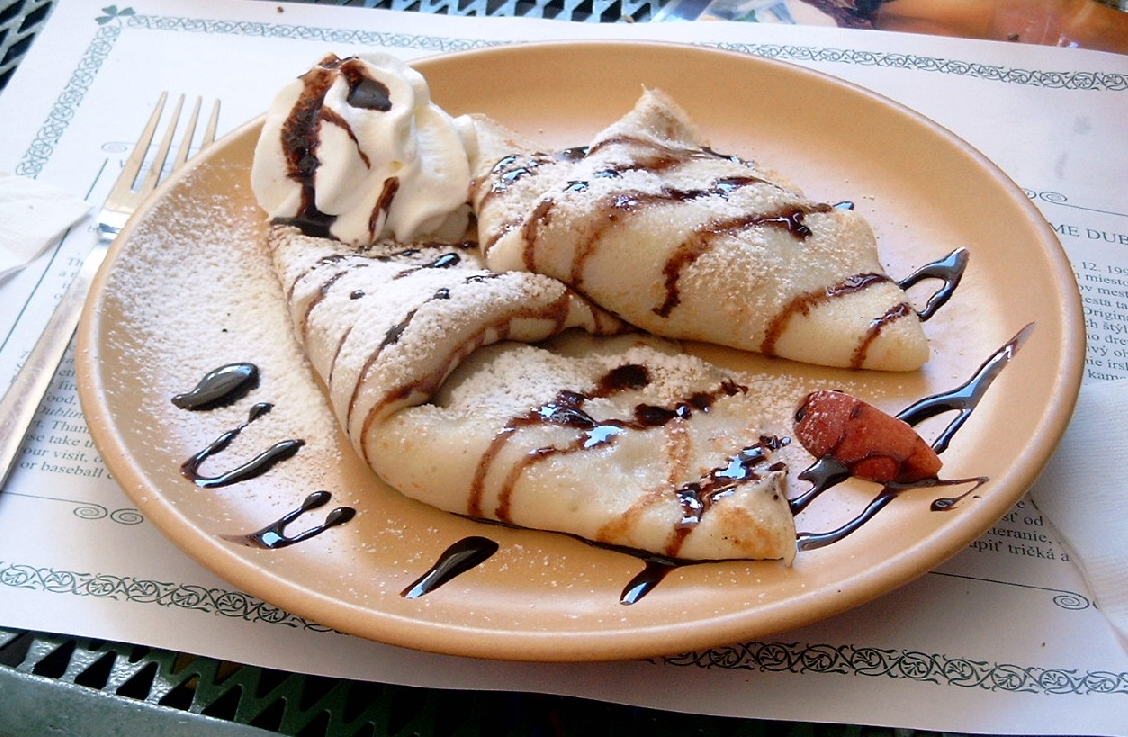
Crêpes de Gundel.

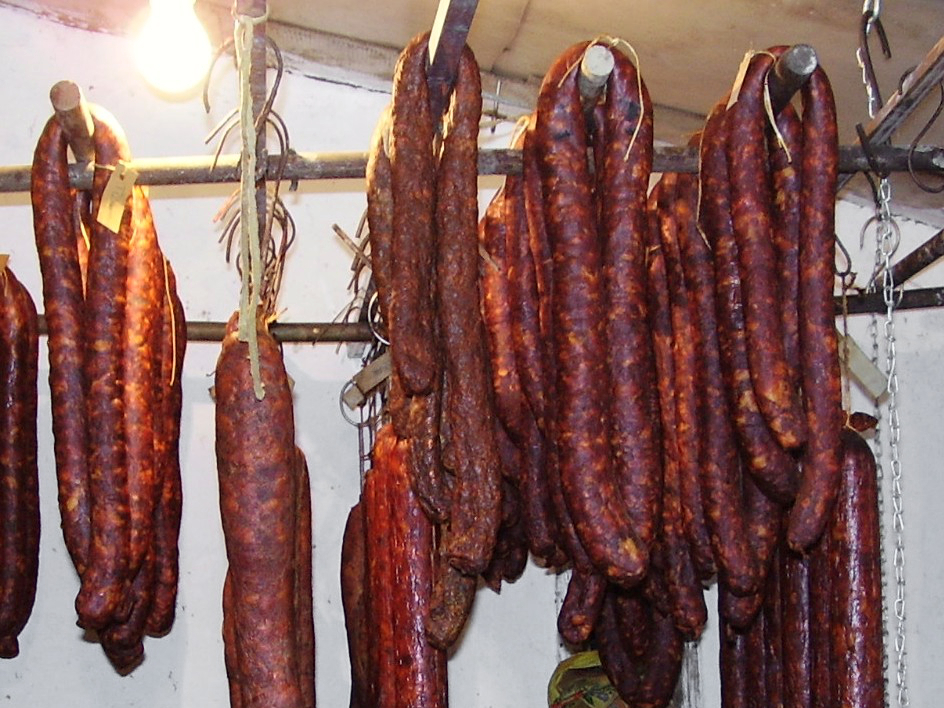
Saucisse de Csaba.

La cuisine hongroise fait référence à une tradition gastronomique originaire de Hongrie, partagée par les habitants du pays et les minorités magyares vivant en Slovaquie, Ukraine, Roumanie et Serbie. Utilisant les mêmes ingrédients que la plupart des cuisines d'Europe centrale (chou et de nombreuses variétés de tubercules, bœuf, porc, volaille), elle se distingue par une forte influence orientale (turque et balkanique) et l'utilisation privilégiée de poudre de paprika, sous forme de légume ou poivron. Elle est également inspiratrice de nombreux plats de la cuisine juive ashkénaze.

## Caractéristiques

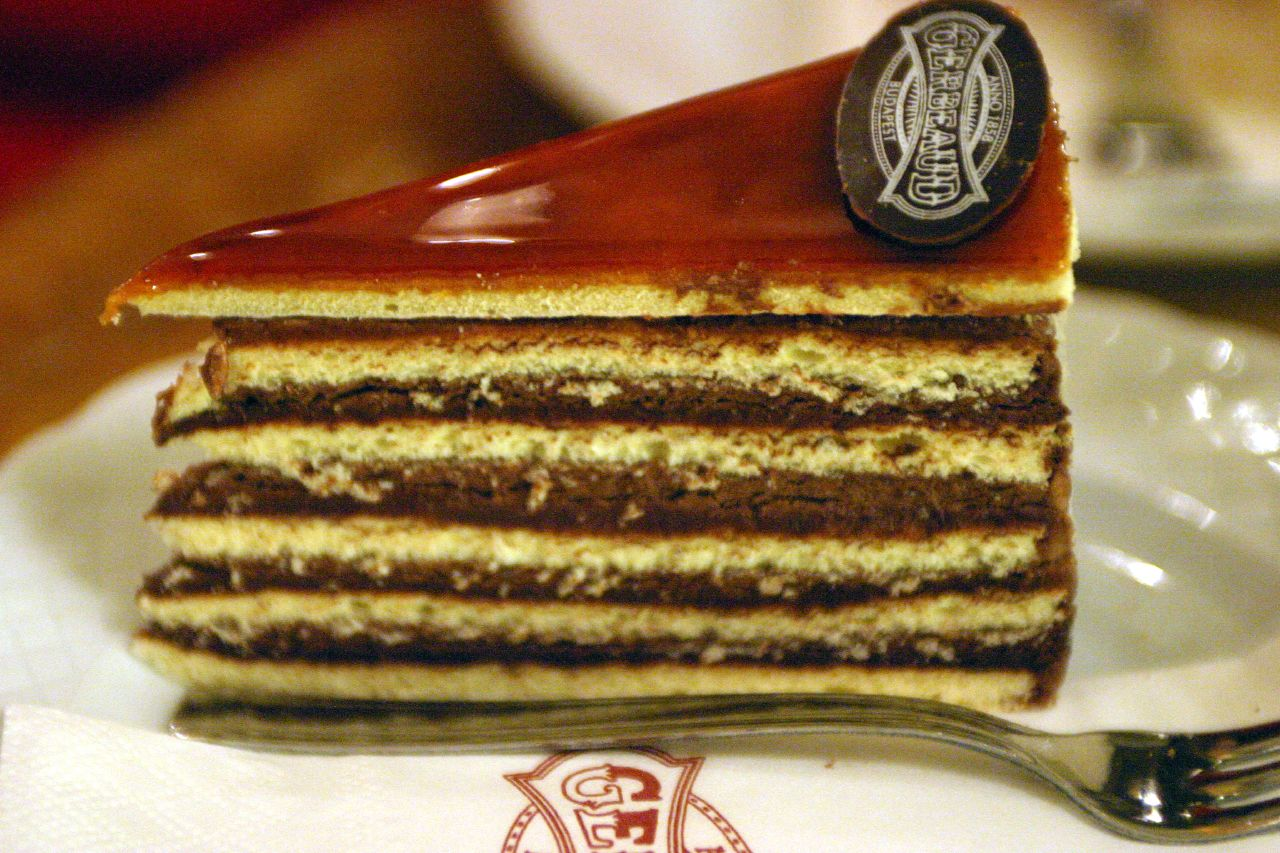
Tarte Dobos, un gâteau à base de génoise et de crème au chocolat.

De ces ingrédients sont préparés de nombreux plats de viande épicés (pörkölt, paprikás, fasírt), des spécialités de saucisses (saucisses de Debrecen, de Gyula), des soupes paysannes (goulash, bableves) ou de pêcheurs (halászlé), des légumes marinés, farcis (töltött káposzta) ou macérés (salades de chou, cornichons lacto-fermentés, etc.). Outre le paprika, la spécificité de la cuisine hongroise est due à la qualité des bêtes à viande disponibles dans la plaine hongroise, telles que que le bœuf gris de Hongrie ou le porc laineux mangalitsa.
Les variétés de blé donnent également au pays une vraie tradition de pâtes aux œufs de type nokedli, tarhonya, etc. Si la pâtisserie hongroise bénéficie de l'influence autrichienne (Dobos torta), les desserts sont moins réputés. On trouve néanmoins en Hongrie de nombreuses variétés de crêpes de type palatschinten (crêpes épaisses) comme le palacsinta de Hortobágy ou le Gundel palacsinta. La charcuterie à base de porc est variée (téliszalámi, petits salés, saucissons au paprika) tandis qu'il existe peu de spécialités de fromage (camemberts et fromages à pâte molle).
Le petit déjeuner hongrois est à dominante salée : de la charcuterie est dégustée avec tomate et poivron dans des petits pains (zsemle et kifli), avec des fruits et une boisson chaude. Le déjeuner commence avec une soupe, se poursuit sur un plat en viande accompagné de pâtes et une salade de chou ou de cornichons macérés et s'achève sur un produit sucré. Le dîner peut ressembler au petit déjeuner ou se limiter à un simple sandwich. Les déjeuners sont arrosés de vin rouge produit dans la région du Balaton ou dans les massifs autour d'Eger ; les apéritifs de vins blancs liquoreux de type Tokaji.

## Soupes
Les Hongrois sont friands de soupe du fait de leur passé de nomades des steppes. C'est une tradition plus que millénaire. Les Hongrois dégustent des soupes à n'importe quel moment de l'année et ils en proposent une grande variété. La soupe de goulash (gulyàs leves) est la plus connue, mais il y a aussi la soupe aux saucisses de Francfort, la soupe aux haricots, la soupe de poule, la soupe aux légumes…
Lors du réveillon de Noël, la tradition est de faire le halászlé (jus de pêcheur), la soupe de poisson (silure et carpe), cuite dehors dans un chaudron (bogracs).